# Louis Winsberg
 (mai 2019).
Si vous disposez d'ouvrages ou d'articles de référence ou si vous connaissez des sites web de qualité traitant du thème abordé ici, merci de compléter l'article en donnant les références utiles à sa vérifiabilité et en les liant à la section « Notes et références ».
 (mai 2007).
Louis Winsberg, né en 1963 à Marseille, est un guitariste français. Il est notamment guitariste du groupe de jazz-rock Sixun.

## Biographie

### Les débuts
Louis Winsberg naît à Marseille en 1963, de l'union de Jacques Winsberg et Angèle Gage, artistes peintres. Il vit à Eygalières, dans le sud de la France, où il commence l'apprentissage de la guitare à 12 ans, grâce à sa proximité avec le milieu gitan. Il grandit avec les membres d'une famille gitane d'Arles et de Tarascon, Los Reyes, qui deviendront célèbres dans le monde entier sous le nom des Gipsy Kings.
Le jeune Louis étudie le jazz, s'inscrit au conservatoire de Cavaillon, tout en ayant une pratique de la musique gitane. Il travaille la guitare classique pendant deux ans, et apprend le jazz en autodidacte. Il participe néanmoins à des stages dirigés par Christian Escoudé, Gérard Marais, Eric Boell et Laurent Roubach.
En 1979, Louis Winsberg a 16 ans : il s'installe à Paris pour étudier la guitare et s'inscrit au lycée musical de Sèvres. Il commence rapidement à se produire dans les clubs de jazz parisiens.
En 1983, il participe au concours national de jazz de la Défense (créé en 1977) et remporte le premier prix de soliste. Il devient cette même année professeur au CIM, école de jazz parisienne dirigée par Alain Guerrini...

### Sixun
Dans le courant de l’automne 1984, à Paris, Louis Winsberg rencontre différents musiciens évoluant dans les réseaux du CIM, et ils décident de se rassembler: le pianiste Jean-Pierre Como, le batteur Paco Séry, le bassiste Michel Alibo, le percussionniste Abdou M'Boup, et le saxophoniste Alain Debiossat. Après un premier concert au Caf'Conc' (Paris), c'est en 1984 la naissance officielle du groupe Sixun, (9 albums, 1 DVD, des centaines de concerts à travers le monde…), probablement le groupe le plus reconnu dans le domaine du jazz fusion en France.
En 1985, Sixun publie son premier disque Nuit blanche, produit par Alain Guerrini. En 1986, Louis se consacre principalement à Sixun, qui enregistre son deuxième album Pygmées.
En 1988 sort Explore, troisième album de Sixun, suivi en 1989 par le Live, album en concert du groupe et en 1990 par L'Eau de là. C'est la période phare du sextet étiqueté jazz fusion qui prend son envol au début des années 1990.
Sixun signe chez Verve-Polygram en 1992, pour la publication de deux albums et d'une compilation. En 1993 sort Nomad’s land, premier album de Sixun chez Verve-Polygram.
En 1998, il enregistre Nouvelle Vague, le neuvième album de Sixun, qui sort chez Warner. Le groupe fait une tournée en France pour présenter cet enregistrement.
En 2005, Sixun revient sur le devant de la scène pour ses 20 ans. Après des soirées à la Cigale, le groupe publie un DVD live et repart sur les scènes des festivals et des grandes villes françaises pour une série de concerts mémorables, avec un nouveau venu aux percussions, le jeune Stéphane Edouard.
Le groupe poursuit son activité de façon épisodique depuis, avec des albums sortis en 2006, 2008, 2009, 2022.

#### Tournées
En 1994, les membres de Sixun décident de tenter l'expérience new yorkaise. Ils s'installent à Brooklyn où ils vivent pendant six mois en communauté. Ils font de nombreuses rencontres, comme Joe Zawinul (les musiciens de Sixun se sont rassemblés autour d'une seule référence commune : Weather Report). Ils se produisent sur scène et enregistrent Lunatic Taxi (qui paraît en 1995) avec l'ingénieur du son James Farber dans les prestigieux studios de Power Station.
Après la publication de Lunatic Taxi, Sixun effectue en 1996 une longue tournée à travers l'Europe et l'Asie.

### Projets personnels

#### Premiers projets comme leader
Louis Winsberg décide à partir de 1987 de s'affirmer comme leader d'une formation dans laquelle il pourra mener un projet plus personnel. Il forme un trio (avec Tony Rabeson à la batterie et aux percussions et Jean-René Dalerci à la contrebasse) au sein duquel il s'exprime à la guitare et au bouzouki. 
Il livre ses compositions et grave fin 1988 l'album Appassionata.
En 1990 sort son deuxième album en tant que leader, Camino, avec des musiciens emblématiques de la nouvelle scène du jazz hexagonal (Stéphane Huchard, Dominique Di Piazza, Marc Berthoumieux, Kirt Rust…). 
Il forme pour la scène un quartet qui obtient un franc succès, ce qui lui permet de se produire en France, comme au Midem 1990, ou en Afrique.

#### Jaleo
À la suite d'une soirée flamenco, il met sur pied le projet Jaleo avec lequel il effectuera une création lors d'une résidence artistique de deux mois au Phénix de Valenciennes en 2000. La même année marque aussi la naissance du premier album de ce projet, qui propose un univers musical à la croisée des chemins entre l'Andalousie, la Camargue et l'Inde : huit pièces originales  portées par Norbert Lucarain aux vibraphone et marimba, Nanda Kumar aux tablas, Jean-Baptiste Marino à la guitare flamenca, José Montealegre au chant, Jean-Christophe Maillard au saz et aux guitares, Isabel Pelaez aux palmas, chant et danse, Miguel Sanchez au cajon et Louis aux guitares, bouzouki, sitar électrique, mandoline, oud…
Cette formation fera de nombreux concerts,,.  
Louis Winsberg obtient une résidence artistique au festival Jazz sous les pommiers, à Coutances, de 2004 à 2006, qui permettra de faire connaître plusieurs projets. "Le bal des suds", deuxième opus de Jaleo, y est ainsi présenté en 2004, qui donnera lieu à un deuxième album, sorti en 2005,.

#### Douce France
En 2001, le trio Douce France, avec  Stéphane Huchard et de Christophe Wallemme, se consacre à la relecture de chansons françaises.   
En 2004, bénéficiant de la résidence au festival Jazz sous les pommiers, le projet intègre Emmanuel Bex,,,.  
En 2007, l'album Douce France sort sur e-motive records, avec en outre Ira Coleman et Maurane en invités. 

#### Les Trois Afrique
La résidence du festival Jazz sous les Pommiers permet aussi de présenter le projet Les Trois Afrique, en 2005. Louis Winsberg rassemblera dans ce spectacle des chants et les rythmes du Maghreb au Sénégal jusqu'à Madagascar. Autour du guitariste, cordes, voix et percussions sont assurées par Sha Rakotofiringa, Diogal, Jean-Christophe Maillard et Karim Ziad.

#### La Danse du vent
Après Petits Déjà (1994), Louis Winsberg enregistre La Danse du vent avec un noyau dur composé de Marc Berthoumieux, Norbert Lucarain, Stéphane Huchard et Christophe Wallemme. On trouve déjà de fortes influences flamenco dans les compositions du leader, colorées par la présence de nombreux invités. Le disque sort 1997. Fort bien accueilli, il est suivi d'une importante tournée en France et en Afrique. 
En 2010 il relance ce projet mis en veille depuis dix années, en quintet avec des changements au vibraphone (Franck Tortiller), et à la basse (Linley Marthe).

#### Marseille Marseille
En 2009, Louis Winsberg présente son projet Marseille Marseille autour de la ville de Marseille, avec Lilian Bencini, Jean-Luc Difraya, Mona,,, et passera à la Cité de la Musique.

#### Trio Temps réel
En 2021, le projet Temps réel voit le jour, en trio avec les percussionnistes et chanteurs Patrice Héral et Jean-Luc Difraya. Il passe en 2022 au festival Jazz sous les pommiers. 

#### Le Monde à l’envers
En 2022, paraît le double album Le Monde à l’envers, avec André Charlier (batterie) et Benoît Sourisse (piano, orgue Hammond).

### Collaborations

#### 1980-2001
En 1981, il enregistre sur disque pour la première fois avec Los Reyes un album intitulé Les fêtes des Saintes-Maries de la mer.
Grâce notamment au réseau du CIM, Louis Winsberg fait rapidement de nombreuses rencontres musicales d'importance (Elizabeth Caumont, Antoine Hervé, Éric Le Lann…). En 1985 toujours, il enregistre en compagnie de Jean-Pierre Como, François Laizeau et Jean Bardy l'album Sud du jeune trompettiste Antoine Illouz.
On le retrouve en 1987 sur New York, le disque du trompettiste Eric Le Lann. Cet enregistrement lui permet d'apparaître aux côtés des "stars" Mike Stern et Mino Cinélu (compagnons de Miles Davis) et Eddie Gomez (contrebassiste de Bill Evans, Steps Ahead, Steve Gadd Group).
En 1990, il travaille avec la compagnie de danse contemporaine L'Esquisse (Joëlle Bouvier / Régis Obadia) pour laquelle il compose la musique de Plein soleil (représentations en compagnie de Sylvain Luc, Jean-Pierre Como et Stéphane Huchard à l'Exposition Universelle de Séville, au Festival d'Avignon, à l'Opéra Garnier à Paris).
En 1992, Louis enregistre Petits déjà… un duo de guitares avec Sylvain Luc. Il participe également au disque de Jean-Pierre Como Soléa.
En 1993, Louis Winsberg participe au disque Cano du percussionniste Louis Cesar Ewandé, et sur Ametys du contrebassiste Diego Imbert. Par la suite il figure sur le premier album du pianiste Alfio Origlio. 
On peut aussi l’entendre sur Express Paris-Roma, de Jean-Pierre Como, avec le trompettiste Flavio Boltro et le saxophoniste Stefano Di Battista, projet qui sera repris en 2016 au festival Jazz des Cinq Continents.
En 1997, il travaille pour les Doky Brothers, avec qui il enregistre plusieurs albums et fait une tournée en Scandinavie en compagnie de Gino Vannelli et Randy Brecker.
En 1998, Louis apparaît sur de nombreux projets : les disques du pianiste danois Niels Lan Doky, du contrebassiste également danois Chris Minh Doky (frère du pianiste), de l'accordéoniste Marc Berthoumieux (Les Couleurs d'ici)… 
En 1999 paraissent deux disques auxquels il a participé : Laddé des frères Touré-Touré (qui furent invités de Sixun sur le dernier album) ainsi que Tribal Traquenard, premier projet solo du batteur Stéphane Huchard.
En avril 1999, il effectue une série de concerts au sein du quintet de Marc Berthoumieux, pour présenter sur scène Les Couleurs d'ici, tournée qui va les emmener jusqu'au Mexique.
En 2000, Louis organise des soirées improvisées au Baiser Salé (club parisien) sous le thème « Winsberg World Work ». 
Au même moment, la Fédération nationale des écoles d'influence jazz et des musiques actuelles lui confie l'écriture du projet Voies Mêlées, avec lequel il joue une dizaine de concerts et réalise l'album Kékanta. Sa rencontre avec Yvan Cassar l'amène à participer à l'album Embarquement Immédiat de Claude Nougaro et Aznavour 2000 de Charles Aznavour.
On peut également retrouver le guitariste au parcours pluriel sur Listen up! de Chris Minh Doky, sur "Passegiatta" d'Alfio Origlio, sur "Thalisma" du percussionniste Miguel Sanchez.

#### Avec Dee Dee Bridgewater
Avec la chanteuse Dee Dee Bridgewater, il collabore au nouveau spectacle qu'elle crée autour des chansons de Kurt Weill en 2001. En 2002, sa collaboration avec Dee Dee Bridgewater donne naissance au disque This is new (sur le label Verve-Universal) aux côtés de Thierry Eliez (orgue & piano), d´André Ceccarelli (batterie), de Nicolas Folmer (trompette) ou de Juan José Mosalini (bandonéon).
C'est également en 2005 que Dee Dee Bridgewater entreprend de réinterpréter les grands standards de la chanson française (écrits par Trenet, Nougaro, Ferré…) sur un album intitulé J'ai deux amours avec le concours de Louis Winsberg mais aussi de Marc Berthoumieux, de Minino Garay et du contrebassiste Ira Coleman. 
En 2006, ils jouent en duo au festival Jazz sous les Pommiers dans le cadre de la résidence artistique, puis collaborent occasionnellement par la suite.

#### 2002-
Sur le premier disque avec Dee Dee Bridgewater figure aussi le percussionniste argentin Minino Garay, qui grave son premier disque en France avec Los Tambores Del Sur sur lequel il invite Louis Winsberg. On peut retrouver le guitariste sur l'album Mediterrànéo du Paris Jazz Big Band (orchestre dirigé par Pierre Bertrand et Nicolas Folmer) qui se veut un hommage aux musiques du sud, et qui permet d'entendre dans un contexte de big band les phrasés incisifs imprégnés de flamenco de Louis Winsberg.
En 2003, le guitariste enregistre l'album Sobat' ek lamour du pianiste réunionnais Meddy Gerville, puis en 2004 les deux projets jumeaux de Marc Berthoumieux (Jazz No Jazz, vol. 1 & 2 ).

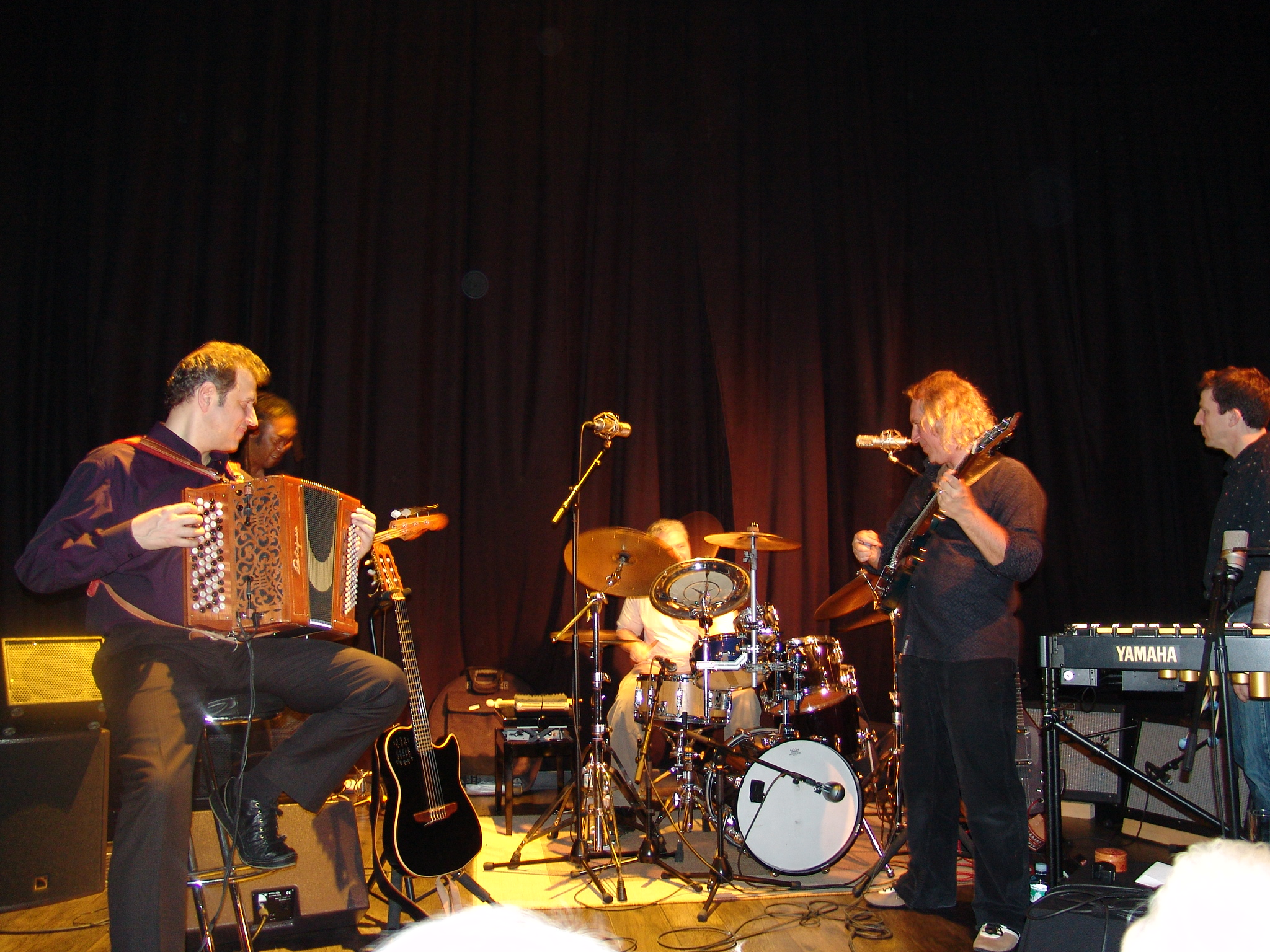
La Danse Du Vent - Louis Winsberg en concert au Club de Jazz de Dunkerque avec Marc Berthoumieux, Franck Tortiller, Linley Marthe et Stéphane Huchard, le 14 janvier 2010.

En 2006, il collabore au disque Around Jaco du bassiste Frédéric Monino, projet qui rend hommage au légendaire Jaco Pastorius en compagnie de Stéphane Huchard, de l'harmoniciste Olivier Ker Ourio ou du vibraphoniste Franck Tortiller.
De Georges Brassens à Claude Nougaro en passant par Laurent Voulzy ou Serge Gainsbourg, le guitariste revisite sans ménagement les standards de la chanson française en 2007, et s'approprie sans nostalgie les mélodies populaires qui bercent l'imaginaire des auditeurs.
En 2013, il accompagne, avec le bassiste Richard Bona, la chanteuse Mélanie Charles à la soirée de clôture du festival de jazz de Port-au-Prince.
En 2014 sort l’album Gypsy Eyes paraît, avec Antonio El Titi et Rocky Gresset, des gitans « virtuoses de la guitare ».
En 2021, il passe également au Mans en duo avec la harpiste Laura Perrudin,.

## Discographie

### Albums en solo
- 1987 : Appassionata
- 1990 : Camino
- 1994 : Petits Déjà
- 1997 : La Danse du Vent
- 2001 : Jaleo
- 2005 : Le bal des suds
- 2007 : Douce France
- 2011 : Marseille Marseille
- 2014 : Gypsy Eyes, avec Rocky Gresset et Antonio El Titi
- 2016 : Jaleo for Paco
- 2021 : Temps réel
- 2022 : Le monde à l’envers

### Avec Sixun
- 1985 : Nuit Blanche
- 1987 : Pygmées
- 1988 : Explore
- 1990 : L'Eau de Là
- 1993 : Nomad's Land
- 1995 : Lunatic Taxi
- 1998 : Nouvelle Vague
- 2008 : Palabre
- 2022 : Unixsity

### Musique de film
- 2001 : B.O. du film 15 août de Patrick Alessandrin.